# Sabacon paradoxus
Sabacon paradoxus is een hooiwagen uit de familie Sabaconidae.